# Faithful (Todd Rundgren)
Faithful è il settimo album in studio del cantautore e musicista statunitense Todd Rundgren, pubblicato nel 1976.

## Tracce
Side 1
1. Happenings Ten Years Time Ago (Jeff Beck, Jim McCarty, Jimmy Page, Keith Relf) – 3:12
2. Good Vibrations (Mike Love, Brian Wilson) – 3:44
3. Rain (John Lennon, Paul McCartney) – 3:16
4. Most Likely You Go Your Way And I'll Go Mine (Bob Dylan) – 3:24
5. If Six Was Nine (Jimi Hendrix) – 4:55
6. Strawberry Fields Forever (John Lennon, Paul McCartney) – 3:53

Side 2

Tutte le tracce sono di Todd Rundgren.

1. Black and White – 4:42
2. Love of the Common Man – 3:35
3. When I Pray – 2:58
4. Cliché – 4:00
5. The Verb "To Love" – 7:25
6. Boogies (Hamburger Hell) – 5:00